# Sza’ar Efrajim
Sza’ar Efrajim (hebr. שער אפרים) – moszaw położony w samorządzie regionu Lew ha-Szaron, w Dystrykcie Centralnym, w Izraelu.
Leży na równinie Szaron, w otoczeniu miast At-Tajjiba i Kalansuwa, oraz moszawu Niccane Oz. Na wschód od moszawu przebiega granica terytoriów Autonomii Palestyńskiej, która jest strzeżona przez mur bezpieczeństwa. Po stronie palestyńskiej znajduje się miasto Tulkarm oraz wioska Farun.

## Historia
Moszaw został założony w 1953. Nazwa wywodzi się z faktu, że obszar ten należał do plemienia Efraima.

## Gospodarka
Gospodarka moszawu opiera się na intensywnym rolnictwie i sadownictwie.

## Komunikacja
Na wschód od moszawu przebiega autostrada nr 6, brak jednak możliwości bezpośredniego wjazdu na nią. Z moszawu wyjeżdża się na południe na drogę nr 5614, którą jadąc na wschód dojeżdża się do miasta At-Tajjiba, lub jadąc na zachód dojeżdża się do miasta Kalansuwa. Lokalna droga prowadzi na północ do moszawu Niccane Oz.